# 1578
Évszázadok: 15. század – 16. század – 17. század
Évtizedek: 1520-as évek – 1530-as évek – 1540-es évek – 1550-es évek – 1560-as évek – 1570-es évek – 1580-as évek – 1590-es évek – 1600-as évek – 1610-es évek – 1620-as évek
Évek: 1573 – 1574 – 1575 – 1576 –  1577 – 1578 – 1579 – 1580 – 1581 – 1582 – 1583

## Események

### Határozott dátumú események
- május 19. – A nagy budai lőporrobbanás.
- június 11. – I. Erzsébet angol királynő felhatalmazást ad Humphrey Gilbertnek kalózkodásra és kolóniák szerzésére. (Gilbert eljutott ugyan Észak-Amerika legértékesebbnek számító területére, a Karib-térségbe, de átütő sikert az angol kapitány nem ért el.)[1][2]
- augusztus 4. – Az Alcácer Quibir-i ütközet a portugálok csatavesztésével végződik Marokkóban.[3]

## Születések
- április 1. – William Harvey angol orvos, sebész, anatómiatanár († 1657)
- április 14. – III. Fülöp spanyol király († 1621)
- március 18. – Adam Elsheimer német festő († 1610)
- július 9. – II. Ferdinánd német-római császár, magyar és cseh király († 1637)

## Halálozások
- július 29. – Louis de Guise lotaringiai bíboros, a Sensi főegyházmegye érseke, később a Metzi egyházmegye püspöke (* 1527)
- augusztus 4. – I. Sebestyén portugál király (* 1554)
- szeptember 10. – Pierre Lescot francia építész (* 1515)